# Pohjalampi
Pohjalampi är en sjö i kommunen Kangasniemi i landskapet Södra Savolax i Finland. Sjön ligger 101,3 meter över havet. Arean är 65 hektar och strandlinjen är 8,9 kilometer lång. Sjön  ingår i Kymmene älvs huvudavrinningsområde.   Den ligger omkring 30 kilometer nordväst om S:t Michel och omkring 220 kilometer nordöst om Helsingfors. 